# Gladwin (Michigan)
Gladwin település az Amerikai Egyesült Államok Michigan államában, Gladwin megyében, melynek megyeszékhelye is. Lakosainak száma 3069 fő (2020. április 1.).

## Története
Gladwin megye Henry Gladwinről kapta a nevét, aki brit katonai parancsnok volt Detroitban a Pontiac-féle felkelés idején. A megyét 1831-ben nevezték el, és 1875-ben szervezték meg. A Cedar folyó partján fekvő várost Cedarnak hívták, amíg fel nem fedezték, hogy egy másik michigani város is ugyanezt a nevet viseli. Ezt követően a várost a megyéről nevezték el.   A település első temploma egy metodista templom volt, amely 1878. március 31-én készült el. 1878 őszén Isaac Hanna építette az első iskolát, amelyet később, 1883-ban egy négytermes iskolával váltottak fel.

## Népesség
A település népességének változása:

| 2010 | 2 933 |
| 2020 | 3 069 |